# L'Homme mort
L'Homme mort (conservé à la National Gallery of Art sous le titre de The Dead Toreador) est un tableau réalisé par le peintre Édouard Manet au milieu des années 1860. Il fait partie de la période hispanisante de Manet, au cours de laquelle le peintre fut grandement influencé par la peinture espagnole, par Diego Vélasquez, Francisco de Goya, et par la tauromachie. Le 14 septembre 1865, Manet écrit à Baudelaire : 

« Un des plus beaux, des plus curieux, et des plus terribles spectacles que l'on puisse voir, c'est une course de taureaux. J'espère, à mon retour, mettre sur la toile l'aspect brillant, papillotant et en même temps dramatique de la corrida à laquelle j'ai assisté. »

 Sur ce même thème, il exécuta ensuite Le Matador saluant et Combat de taureau.

## Historique du tableau

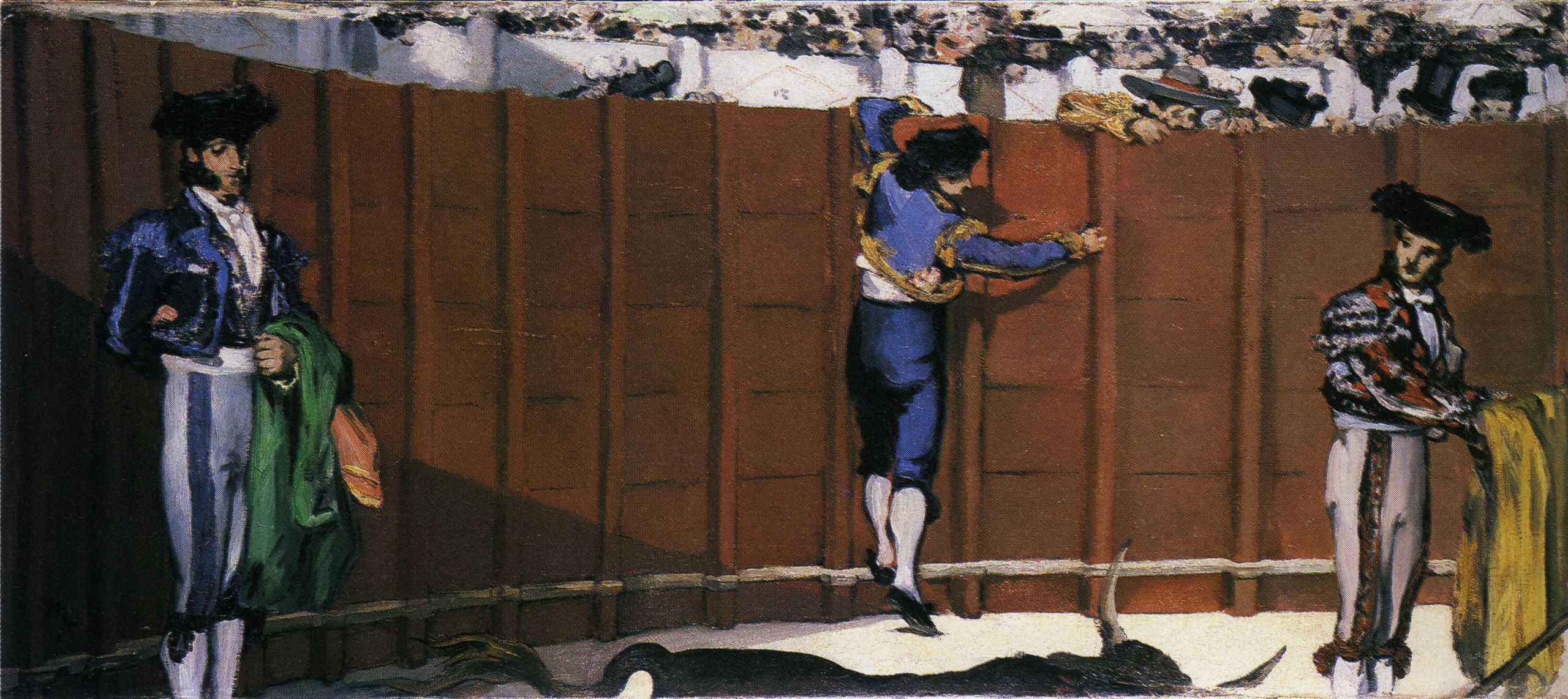
La composition d'origine faisait intervenir la toile désormais connue sous le titre La Corrida (New York, Frick Collection).

L’œuvre, à l’origine, n’était en fait qu’une partie d’une composition plus vaste destinée au Salon de Paris de la même année, et intitulée Épisode d’une course de taureaux : le peintre, mécontent des critiques qu'on lui adressait sur son œuvre, découpa  le tableau qui avait pourtant été accepté au Salon de 1864. Cet Épisode lui avait été directement inspiré par la tauromaquia de Francisco de Goya et des Courses de taureaux d'Alfred Dehodencq. Il conserva deux parties de son œuvre : l'une est intitulée L'Homme mort (à l'origine : Le Torero mort), elle est conservée à Washington. 
Après le découpage, Manet a longuement retravaillé le Torero mort de manière à en faire une œuvre indépendante et puissante. De la grande toile L'Épisode mesurant126 × 168 cm, le peintre extrait une toile de 76 × 150 cm qui gagne en force et en monumentalité. C'est Manet lui-même qui a décidé de donner au tableau un caractère plus universel en changeant le titre. Le torero mort devient L'Homme mort à l'exposition de 1867. Le tableau est aujourd'hui conservé à la National Gallery of Art de Washington, qui l'intitule The Dead Toreador (Le Toréador mort).
L'autre partie découpée par Manet est intitulée La Corrida. C'est une huile sur toile de 48 × 108 cm, portant la signature posthume de Manet. Elle est conservée à la Frick Collection à New York.
Les critiques du salon reprochaient à L'Épisode d'une course de taureaux son manque de relief, et les proportions des personnages ainsi que de l'espace irréaliste.

## Sources d'inspiration
Dans les principales sources d'inspiration de Manet pour L'Homme mort, beaucoup de critiques citent le Soldat mort, de la National Gallery de Londres, œuvre peut-être napolitaine mais attribuée à Diego Vélasquez qui faisait partie à l'époque de la collection Hermann Alexander de Pourtalès. Théophile Thoré-Burger avance même, dans un compte rendu du Salon de Paris de 1864 que 

« la figure du torero mort est audacieusement copiée d'après un chef-d'œuvre de la galerie Pourtalès, peint par Vélasquez. »

 Il insinuait ainsi que Manet était un plagiaire, hypothèse contre laquelle Charles Baudelaire s'éleva énergiquement,.
Une grande photographie du tableau de Vélasquez ayant été publiée par Goupil en 1863, on a même supposé que Manet avait vu l'original avant de peindre l'Épisode d'une course de taureau
D'autres influences ont été citées, notamment celle du César mort de Jean-Léon Gérôme ou même une illustration du roman Histoire de Gil Blas de Santillane par Jean Gigoux. L'influence la plus probable reste celle de Vélasquez que l'on retrouve dans un autre tableau : L'Exécution de Maximilien.

## Postérité
L'homme mort est approprié en 2007 par le peintre Herman Braun-Vega dans le tableau ¿Que tal? Don Francisco à Bordeaux ou le rêve du Novillero (Goya, Vélasquez, Manet, Monet, Botan) qui retrace les filiations artistiques entre Vélasquez, Goya, Manet et Monet, L'homme mort étant considéré comme un héritage direct de Vélasquez.